# Companhia dos Caminhos de Ferro Portugueses da Beira Alta
A Companhia dos Caminhos de Ferro Portugueses da Beira Alta, mais conhecida como Companhia da Beira Alta, foi uma empresa portuguesa, que construiu e explorou a Linha da Beira Alta e o Ramal da Figueira da Foz, em Portugal. Foi formada em 1878, e integrada na Companhia dos Caminhos de Ferro Portugueses em 1947.

## História

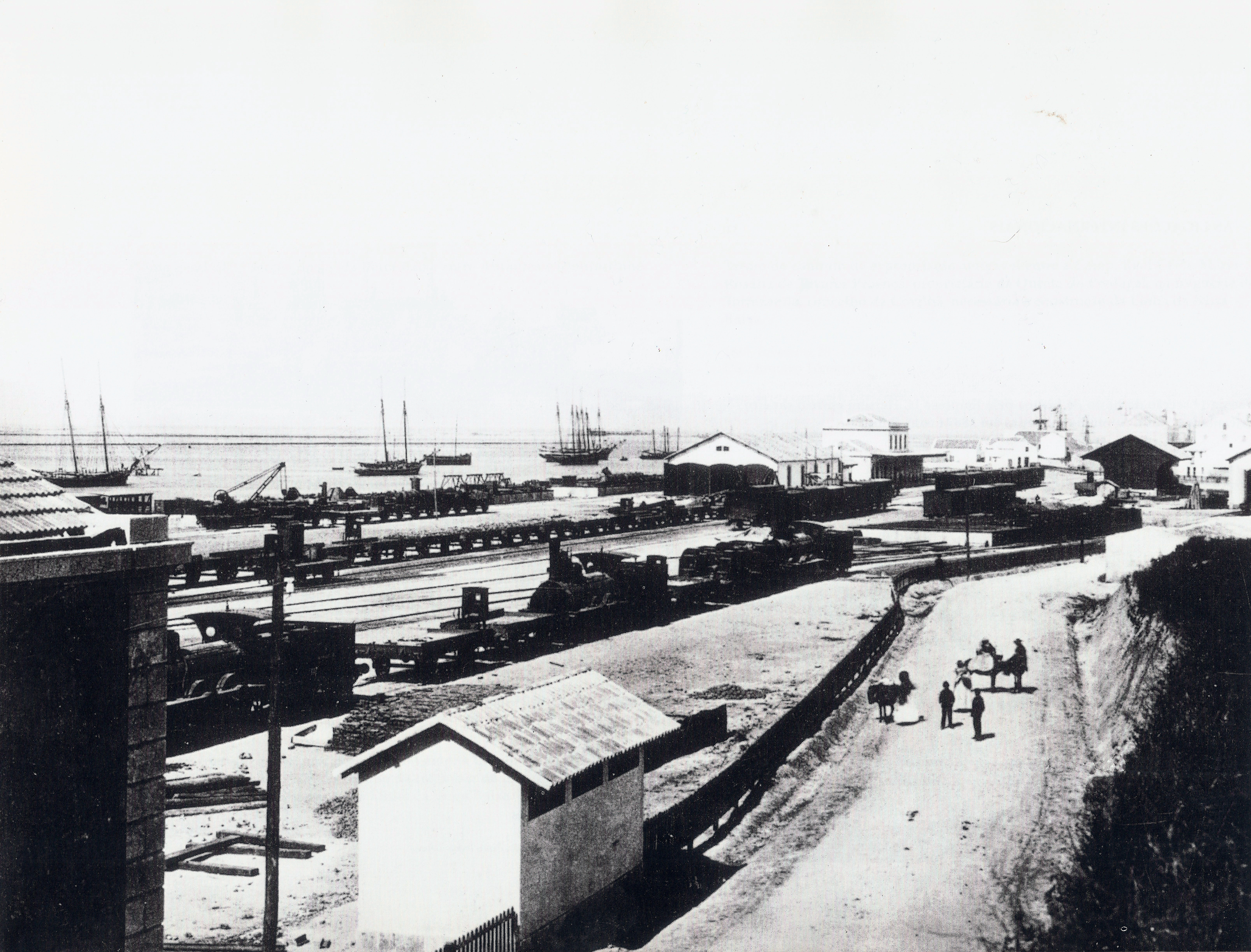
Fotografia antiga da Estação de Figueira da Foz.

### Formação
Em 23 de Março de 1878, uma lei abriu o concurso para a construção da Linha da Beira Alta, e em 3 de Agosto desse ano foi assinado um acordo com a Société Financière de Paris, que fundou a Companhia dos Caminhos de Ferro Portugueses da Beira Alta para construir e explorar a Linha. O primeiro troço da Linha da Beira Alta entrou ao serviço, de forma provisória, em 1 de Julho de 1882, tendo a linha sido inaugurada na sua totalidade, de Vilar Formoso à Figueira da Foz, no dia 3 de Agosto do mesmo ano.

### Expansão
Em 1901, esta companhia apresentou ao governo uma proposta para um novo regulamento de circulação ferroviária nas suas linhas. Em 11 de Janeiro de 1911, iniciou-se uma greve na Companhia dos Caminhos de Ferro Portugueses, que no dia seguinte estendeu-se aos Caminhos de Ferro do Estado, Companhia Nacional de Caminhos de Ferro e à Beira Alta. Este movimento inseriu-se na vaga de greves dos ferroviários nos primeiros anos da República.
As previsões que inicialmente se fizeram do tráfego internacional para a Linha da Beira Alta, devido à circunstância de ser a principal ligação ferroviária com Espanha, revelaram-se demasiado optimistas, uma vez que o movimento dos comboios sempre se revelou diminuto. De igual forma, o trânsito interno também não foi muito intenso, tendo a receita quilométrica atingido, em 1913, apenas o valor de 2.231$00. As dificuldades exacerbaram-se com o início da Primeira Guerra Mundial, pelo que a operadora teve de exercer uma cuidadosa gestão económica para garantir a exploração da Linha, sem menosprezar as condições das infra-estruturas e do material circulante. Ainda assim, o processo do melhoramento do serviço foi muito limitado devido aos escassos recursos da Companhia e à falta de apoio do Estado, que não permitiam empreendimentos de maior vulto, como as obras no Porto da Figueira da Foz. Em finais de 1914, a Companhia estava a fabricar várias carruagens de terceira classe nas suas instalações oficinais na Figueira da Foz, onde já tinham sido produzidas outras carruagens de primeira e segunda classes, que já estavam em circulação, e já tinha feito a renovação da via entre Nelas e Mangualde. Também nesse período, a companhia tinha enviado vários automóveis a França para modificar os motores, que no entanto foram apreendidos pelo estado francês devido à Primeira Guerra Mundial. A situação da Companhia agravou-se em 1917, com grandes dificuldades no fornecimento do carvão devido ao bloqueio germânico, tendo sido forçada a suprimir alguns comboios.

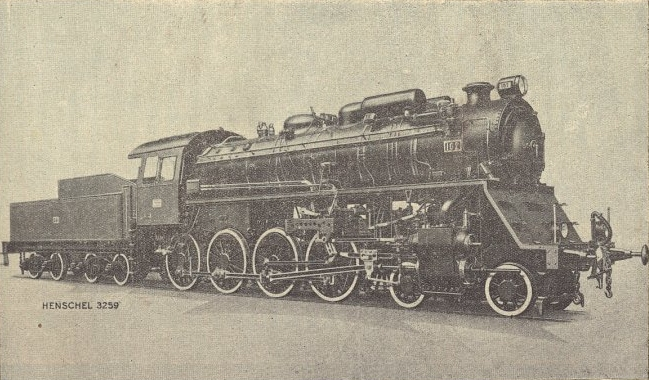
Locomotiva n.º 102 da Companhia da Beira Alta

### Declínio e encerramento
Já em 1913, tinha surgido a intenção de resgatar as concessões da CP e da Companhia da Beira Alta, de forma a entregá-las a uma só empresa. No final da década de 1920, o engenheiro Duarte Pacheco promoveu a aquisição, pelo Fundo de Desemprego, de grandes lotes de acções e obrigações, que se encontravam na posse de financeiros e especuladores, que tinham influência no conselho de administração da Companhia da Beira Alta e noutras empresas ferroviárias; desta forma, Duarte Pacheco procurou iniciar o processo de nacionalização das principais operadoras ferroviárias em Portugal.
Em 1933, as receitas de exploração líquidas de impostos e reembolsos atingiram o valor de 12.748,671$00, um incremento de 186.582$00 em relação ao ano anterior; no entanto, as despesas também aumentaram, tendo atingido os 10.994,801$00, mais 560.014$00 do que em 1932. As receitas líquidas de passageiros, grande velocidade e de fora do tráfego caíram, mas foram compensadas por um considerável acréscimo nas receitas de pequena velocidade. Em termos de passageiros, os movimentos das primeira e segundas classes caíram de 1932 para 1933, mas houve um grande aumento na terceira classe. Em relação às mercadorias, verificou-se um apreciável crescimento na pequena velocidade. Em meados da década a situação de declínio dos caminhos de ferro nacionais agravou-se, devido à crise económica, e ao desenvolvimento dos transportes rodoviários e da rede telefónica, tendo a Companhia da Beira Alta sofrido uma forte regressão no tráfego internacional.
Em 1946, foi assinada a escritura para a transferência da concessão da Linha da Beira Alta, para a Companhia dos Caminhos de Ferro Portugueses; a exploração iniciou-se no dia 1 de Janeiro do ano seguinte.